# Сетар (музичний інструмент)
Сетар (від перс. سه ‌تار‎ се — три, тар — струна) — старовинний народний струнний щипковий музичний інструмент з 25 ладів на грифі, поширений насамперед в Ірані, Азербайджані, Вірменії, Туреччині, Таджикистані, Узбекистані, в країнах Близького і Середнього Сходу, Центральної Азії і деяких країнах Балканського півострова. Вважається модифікацією танбура.
Дата появи інструмента невідома. Приблизно 3000 років тому. Проте писемні згадки про інструмент датовані XIV–XVI ст.
За традицією на сетарі грають тільки нігтем вказівного пальця правої руки. Сучасний сетар має не три, а вже чотири струни. Четверта була додана на початку XIX століття. Зазвичай дві струни в сучасному сетарі зроблені зі сталі, а інші дві — з бронзи.

## Виноски
1. ↑  Словник іншомовних слів
2. ↑  Словарь музыкальных терминов(рос.)
3. ↑  ATLAS of Plucked Instruments (англ.)
4. ↑  The Rouhollah Khaleghi Artistic Center: Setar [Архівовано 2016-03-04 у Wayback Machine.](англ.)